# 台灣帝技爺如
台灣帝技爺如，全称台灣帝技爺如科技股份有限公司是一家位於台灣台北市的電子遊戲公司，早期是帝技爺如（今ENTERGRAM）的台灣分部，後被智冠科技收購成為其子公司。

## 歷史
帝技爺如（今ENTERGRAM）是最早在台灣開設分公司的日本遊戲公司，分公司於1996年成立，崛川浩則擔任總經理，負責將帝技爺如開發遊戲本地化和引進到台灣發行。1997年詹承翰和黃正宇應聘分公司，成立風雷小組製作開發遊戲。1998年7月分公司推出第一款自製電腦遊戲《守護者之劍》。
2000年1月，帝技爺如成立「台灣帝技爺如科技公司」取代分公司，新公司由帝技爺全資持有，員工全部是台灣人，陳維琴出任總經理。公司定位是遊戲開發，內建三個開發小組。同年12月，詹承翰將風雷小組獨立出台灣帝技爺如，成立風雷時代（今唯晶科技）。2001年4月，智冠科技收購台灣帝技爺如45%股權，雙方展開合作，代理發行日本遊戲。2002年，台灣帝技爺如在智冠科技支援下開始代理營運網絡遊戲，首款代理網遊是韓國開發《傳奇Online》於，同時智冠科技也增持台灣帝技爺如股權到50%。到2003年智冠科技持有台灣帝技爺如72%股權，成為最大股東。2003年7月，由於《傳奇Online》商業表現不理想，智冠科技將台灣帝技爺如的網遊業務合併到遊戲新幹線。同年8月，台灣帝技爺負責《吞食天地online》的日本營運業務。2010年3月1日，台灣帝技爺正式解散清算。

## 代理遊戲

### 帝技爺如作品
- Farland系列
  - 古大陸物語（Farland Story）系列（1 - 8）
    1. 古大陸物語（「」）
    2. 雅克王遠征（「」）
魔城戮戰 四個封印（「四つの封印」）[11]
    3. 天使之淚（「」）
    4. 銀翼傳承（「」）
    5. 毀滅天鏡（「」）
    6. 勇者鬥狂神（「」）

  - 神奇傳說（Farland Saga）系列（1、2）
    1. 神奇傳說（「」）
    2. 神奇傳說 時空道標（「」）

  - 遠征奧德賽（Farland Odyssey）系列（1、2）
    1. 遠征奧德賽（「」）
    2. 永恆的小夜曲（「」）

  - 新神奇傳說
- 少女魔法師系列（1、2）
  1. 少女魔法師
  2. 少女魔法師 II
- 戰國美少女系列（1、2）
  1. 戰國美少女 斬斷雲空!!
  2. 戰國美少女貳 春風の章
- 天晴傳
- 前往R2遺跡之路（「R2 ～遺跡への道～」）
- 天使同盟（「天使同盟」）[12]
- 聖少女學園 水晶組
- 闇黑世紀（「DARK SOLID」）[13]
- 大運動會
- 深入地心（「EMBRACE」）
- 聖眼之翼（「SAINT EYES」，セイントアイズ）[14]

原戲畫出品遊戲
- 黎明聖記（「ハーレムブレイドII ~Dark angel~」）
- 機甲戰線

### 其他日本作品
- 鍊金術士系列[15]
  - 鍊金術士瑪莉（Imagineer）
  - 鍊金術士艾莉（Imagineer）
  - 瑪莉·艾莉·莉莉的鍊金工房 ～鍊金術士桌面裝飾集～（日本美商藝電）
- 大逆鱗系列
  - 大逆鱗II（Nihon Application「大逆鱗II」）
  - 大逆鱗III（Nihon Application「大逆鱗III」）
- 麻雀幻想曲II - 2001 EDITION[16]（Active「麻雀幻想曲II - 2001 EDITION」）
- 紅磨坊[17]（ETOILE「Handle with Care..」）
- 夜行偵探 零（C's ware「EVE ZERO ~ark of the matter~」）
- 奇幻仙境（Falcom「ZWEI!!」）
- 美眉大富翁 魔法少女大作戰（南風樓）
- 探檢道（NIHON CREATE）
- 快刀亂麻（Imagineer）
- 降龍戰記（Imagineer）
- 釣鱸高手[18]（Spike「BASS FISHERMAN」）
- 迦陵演義[19]（iPC「迦陵演義」）
- 浪漫創世神話（KING RECORDS）
- 美人魚的季節（Game Village）
- Di Gi Charat Fantasy ～仲夏夜之夢～（BROCCOLI）[20]
- 超能特遣隊 -Great Ash-（工畫堂）
- 聖焰騎士傳（COMPILE「GEO CONFLICT」）
- 時空魔域（COMPILE「Wander Wonder」）
- 閃電風暴（CyberFront）
- 聖騎士之戰X（CyberFront「GUILTY GEAR X」）
- 傳奇（娛美德）
- 秋之回憶1代（KID「Memories Off」）[21]
- 吸血鬼之傷（EXE CREATE「VAMPIRE HURTS」）

### 開發遊戲
未分組前
- 守護者之劍系列
  - 守護者之劍（[22]）
  - 守護者之劍外傳 無盡的宿命（[23]）

風雷
- 守護者之劍系列
  - 守護者之劍II 伊格麗亞之章

RD2
- 神月紀事
- 奇蹟花園

純量
- 聖章 女神傳說